# 게베어 98
게베어 98(독일어: Gewehr 98)은 1898년 독일 제국에서 파울 마우저가 개발하고 마우저가 대량 생산한 볼트액션 소총이다. 1898년부터 1935년까지 게베어 98은 독일 제국의 기존 주력 소총이었던 게베어 1888을 대체해 독일의 제식소총으로 사용되었다. 게베어 98은 1903년 이후부터 7.92×57mm 마우저가 5발 든 스트리퍼 클립 탄약통을 사용했고, 여러 볼트 액션 엔지니어링 개념을 성공적으로 결합하고 개선하였다. 1898년 생산된 이래 의화단 운동에서 처음으로 사용된 게베어 98은 이후 제1차 세계 대전에서 광범위하게 사용되었다. 외국으로도 수출이 되어 중화민국의 경우 중일 전쟁과 국공 내전 때까지 사용했고, 중화민국 외에 스페인, 체코슬로바키아, 에티오피아 제국, 덴마크 등으로 수출되었다. 게베어 98은 이후 Kar98k로 대체되었고, vz. 98/22이나 vz. 24, 카라비네크 wz. 1929, 윈체스터 모델 54 등 독일 국내와 해외에서 게베어 98을 기반으로 한 다양한 파생형이 생산되었다.다.

## 역사
게베어 98은 1898년 독일 군용으로 도입되어 게베어 1888을 대체했다. 볼트 액션 디자인은 파울 마우저가 1895년 9월 9일에 특허를 낸 1895년 디자인의 최신 개선 버전이었다. 마우저는 이미 유사한 마우저 모델 1895를 다른 여러 국가에 판매하고 있었으며, 1871년부터 1888년까지 독일군에 덜 발전된 마우저 소총을 공급했다. 1888년에 마우저를 대체한 것은 육군의 내부 디자인이었지만, 비실용적인 디자인으로 실패했다. 그 후 10년 동안 마우저 소총은 세계 표준으로 인정받았으며, 독일군은 다른 나라의 손에 있는 독일제 제품에 의해 구식화되었다.
독일 게베어-프뤼풍스코미션(G.P.K.)(소총 시험 위원회)은 1898년 4월 5일 게베어 98을 채택했다. 액션은 실험용 게베어 96 소총에서 파생되었다. 1901년에 게베어 98 소총이 동아시아 원정군, 독일 황립해군, 그리고 3개의 주요 프로이센 육군 군단에 처음으로 지급되었다. 게베어 98의 첫 전투 사용은 의화단 운동(1898–1901) 중이었다. 1904년, 바펜파브리크 마우저에 29만 정의 소총 계약이, 도이체 바펜 운트 무니치온스파브리켄(DWM)에 21만 정의 소총 계약이 체결되었다. 1914년 제1차 세계 대전 발발 당시, 독일 육군 (독일 제국)은 모든 종류의 마우저 98 소총을 2,273,080정 보유하고 있었으며, 전쟁 중에 추가로 7,000,000정이 생산되었다.
1888년에 도입되어 8.08mm(.318인치) 14.6g(226gr) 둥근 총알이 장전된 8mm M/88 탄약은 1903년 4월 3일에 새로운 8.20mm(.323인치) 9.9g(154gr) 뾰족한 탄두가 장전된 7.92×57mm 마우저 S 파트로네(S 볼 탄약)로 대체되었다. 탄약 전환은 약실 위에 작은 S가 찍혀 있고, 후방 조준경 받침대 뒷면의 총열에도 표시되어 있다. 이는 1888년형 M/88 탄약과 1903년형 S-보어 탄약이 호환되지 않는 두 가지 다른 약실이기 때문이다. 새로운 IS 탄약은 더 평탄한 탄도를 가졌기 때문에 랑게 비시어 후방 조준경을 "S"에 맞게 변경해야 했다.

## 디자인 세부 정보
게베어 98 또는 모델 98 (M98) 소총은 수동 작동, 탄창 급탄, 제어식 급탄 볼트액션 소총으로, 길이는 1,250 mm (49 in), 무게는 4.09 kg (9.0 lb)이다. 이 소총은 740 mm (29 in) 길이의 강선 총열을 가지고 있으며, 내부 탄창에 5발의 탄약을 수납한다. 게베어 98은 두 개의 슬링 회전 고리, 개방형 전방 조준경, 그리고 랑게 비시어(Lange Visier)로 알려진 곡선형 탄젠트 방식 후방 조준경을 가지고 있다.
게베어 98의 제어식 급탄 볼트액션은 독특한 특징이며, 주요 볼트액션 시스템 디자인 중 하나로 간주된다.

### M98 제어식 급탄 볼트액션 시스템

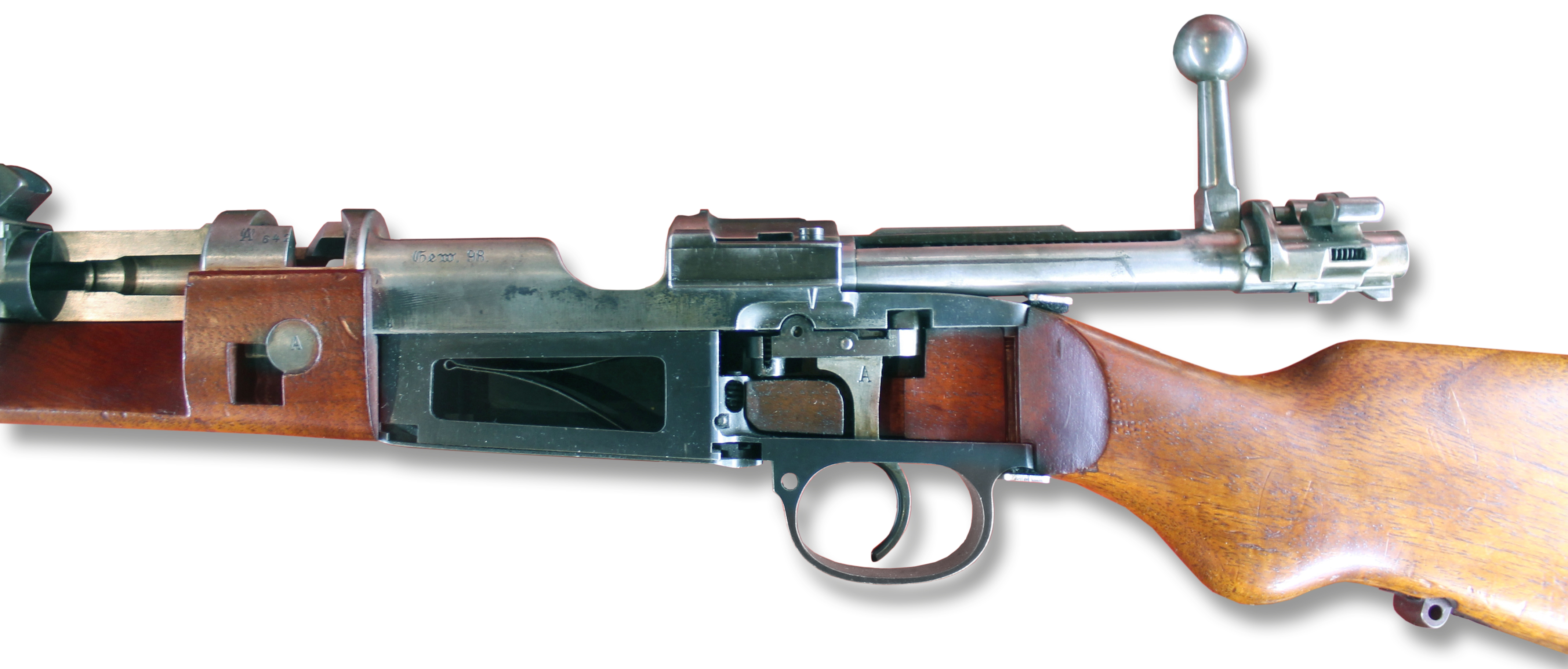
마우저 M98, 단면 모델

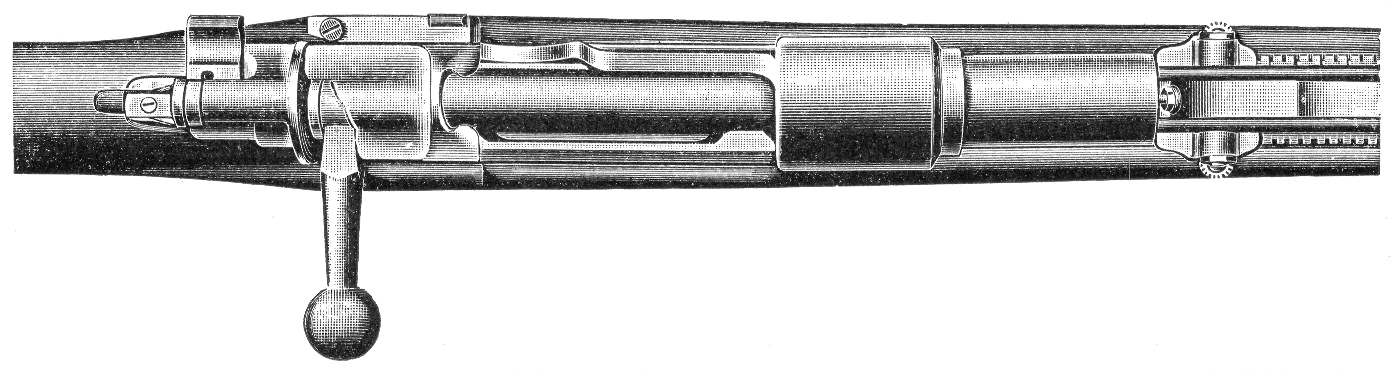
마우저 M98, 위에서 본 액션. 스트리퍼 클립용 홈과 왼쪽에 엄지 손가락 구멍이 보인다.

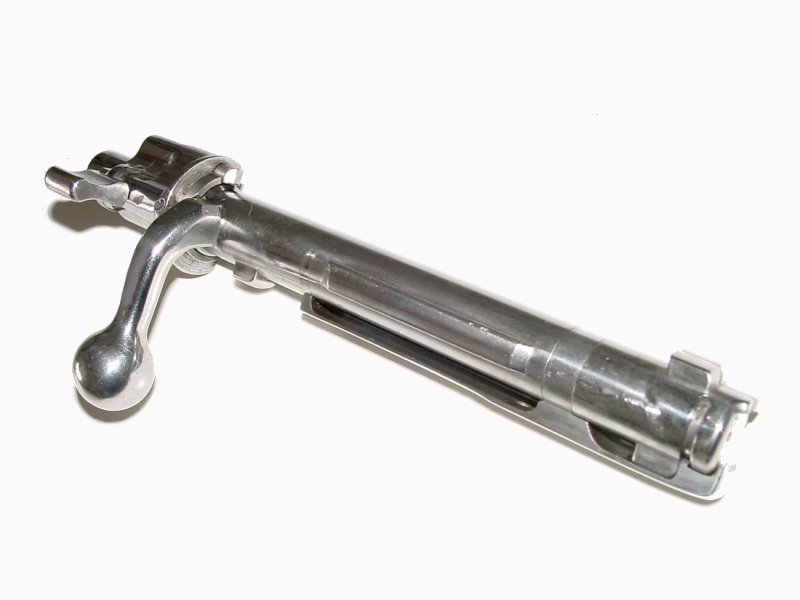
마우저 M98, 명사수 볼트 그룹. 굽은 볼트 핸들로 식별 가능.

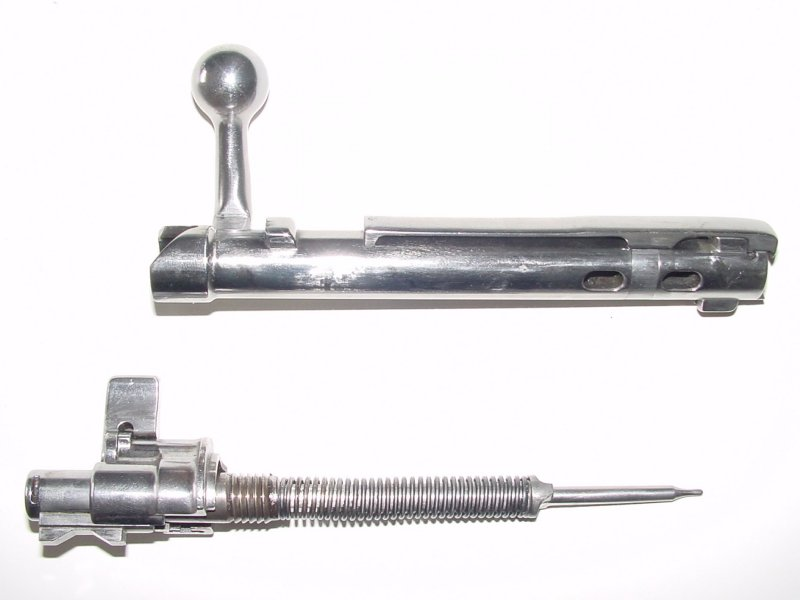
마우저 M98, 볼트 및 공이, 안전 장치 분해된 모습

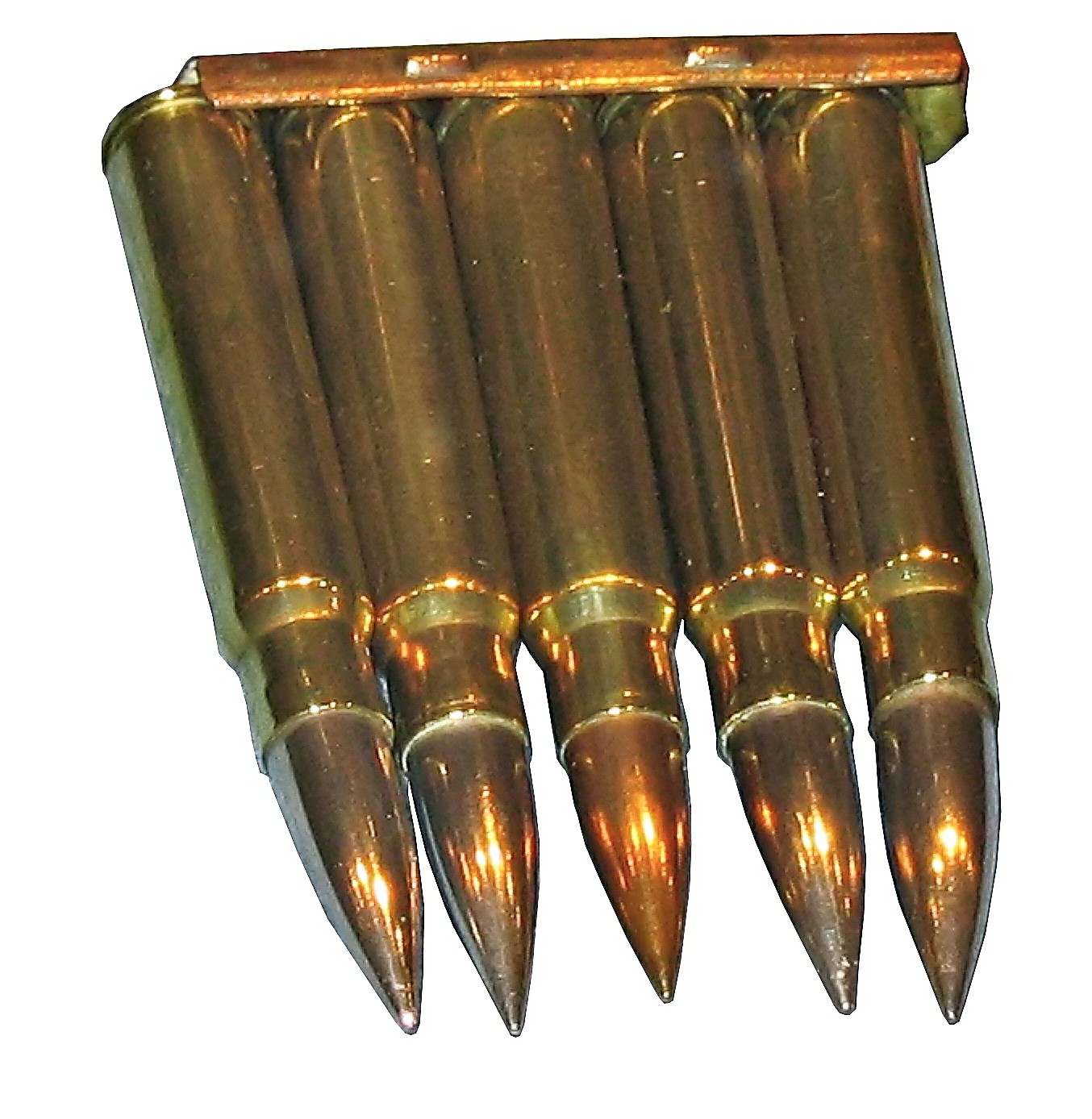
독일 제1차 세계 대전용 황동 5발 스트리퍼 클립과 7.92×57mm JS 탄약

제어식 급탄 마우저 M98 볼트액션 시스템은 이전 19세기 마우저 볼트액션 소총 디자인을 기반으로 하며, 가능한 한 많은 고장 모드를 방지하도록 설계된 단순하고 강력하며 안전하고 잘 고려된 디자인으로, 20세기에 출시된 다른 군용 및 사냥/스포츠 소총 디자인에 영감을 주었다. M98 시스템의 단점은 저렴하게 대량 생산하기가 쉽지 않다는 점이다.

#### 특징
M98 시스템은 시스템의 덮개 역할을 하는 리시버와 볼트 그룹으로 구성되며, 볼트 본체에는 3개의 잠금 러그가 있다. 볼트 헤드에 두 개의 큰 메인 러그와 볼트 후면에 세 번째 안전 러그가 있어, 주요 잠금 러그가 고장 날 경우를 대비한 백업 역할을 한다. 이 세 번째 러그는 독특한 특징으로, 이전 마우저 볼트액션 디자인에는 없었다. 두 개의 주요 잠금 러그는 서로 마주보게 배치되어 있으며, 56 mm2 (0.087 in2)의 잠금 면적을 보인다. 반면 세 번째 안전 러그는 비대칭적이고 따라서 불균형한 볼트 추력을 피하기 위해 일반적으로 작동 잠금에 관여하지 않는다. M98 시스템 리시버 링의 직경 또한 추가적인 강도와 안전을 위해 이전 마우저 "스몰 링" 볼트액션 디자인의 33 mm (1.30 in) 직경에 비해 35.8 mm (1.41 in) 직경으로 확대되었다. 이에 따라 총열 생크도 추가적인 강도를 위해 이전 마우저 "스몰 생크" 볼트액션 디자인의 24.9 mm (0.98 in) 직경에 비해 28 mm (1.10 in) 직경으로 확대되었으며, 1인치당 12개의 나사산으로 15.88 mm (0.625 in)의 나사산 영역이 있다. 볼트 핸들은 볼트에 영구적으로 부착되어 있으며, 게베어 98에서는 최적의 지렛대 효과를 위해 직선형으로 돌출되어 있다.
M98 시스템의 또 다른 독특한 특징은 제어식 급탄 메커니즘이다. 이것은 크고 회전하지 않는 발톱형 추출기로 구성되어 있으며, 탄약이 탄창을 떠나자마자 탄약통의 림을 잡고, 리시버 내부에 장착된 이젝터에 의해 탄약이 배출될 때까지 탄약통을 단단히 고정한다. 후방 리시버 브릿지의 캠 처리된 표면에 의해 발생하는 볼트 개방 사이클의 첫 단계에서 약간의 볼트 후퇴와 결합되어, 이는 확실한 탄약통 추출을 가능하게 한다. M98 볼트액션은 볼트 사이클 작동 중 소총이 움직이거나 위치하는 방식 또는 탄약이 발사되었는지 여부에 관계없이 올바르게 작동한다. 볼트가 충분히 뒤로 당겨지지 않거나, 제어식 급탄 볼트액션에서 충분히 빠르게 당겨지지 않으면 탄약통이 깨끗하게 배출되지 않아 걸림이 발생할 수 있다.
볼트에는 볼트가 열릴 때 장전되는 공이 메커니즘이 장착되어 있으며, 장전 상태를 시각적으로나 촉각적으로 보여주기 위해 공이 부분이 볼트 후면에서 돌출되어 있다. 이전 마우저 볼트액션 디자인에는 없었던 공이 덮개 잠금 장치가 추가되었다. 공이가 움직여야 하는 거리가 단축되어 격발 시간이 줄어들어 트리거를 놓아 격발 시퀀스를 시작하는 시점과 뇌관을 때려 7.92×57mm 마우저 탄약에 포함된 추진제를 발화시키는 시점 사이의 시간이 개선되었다.
M98 액션은 볼트 바닥에 두 개의 큰 타원형 가스 배출 구멍이 있어 뇌관 파열, 탄피 파열 또는 폭발과 같은 치명적인 고장이 발생했을 때 고압 가스를 탄창으로 배출하며, 볼트 슬리브에는 가스 차폐막이 있다. 군용 M98 시스템에는 가스가 잠금 러그 레일웨이를 따라 리시버 왼쪽에 있는 엄지손가락 구멍으로 배출되는 2차 가스 배출 장치가 있다. 민간용 M98 시스템은 일반적으로 엄지손가락 구멍이 없는데, 탄약 공급이 일반적으로 단일 탄약 공급으로 단순화되기 때문이다. 이러한 안전 기능은 탈출하는 가스와 잔해물이 사수의 얼굴에서 멀리 떨어지도록 설계되었다.
M98 볼트 그룹은 안전 레버를 12시 방향으로 돌리고 리시버 후면 좌측 벽에 위치한 볼트 스톱 레버를 당긴 다음 작동부를 조작하여 볼트 스톱을 지나 볼트를 뒤로 계속 움직이면 리시버에서 쉽게 분리할 수 있다. 소총 개머리판에 삽입된 금속 원판은 볼트 분해 도구 역할을 한다.
게베어 98의 많은 금속 부품은 블루잉 처리되어, 자철석(Fe3O4) 층으로 강철이 부분적으로 녹슬지 않도록 보호되었다. 이러한 얇은 흑색 산화물 층은 녹이나 부식에 대한 최소한의 보호만 제공하며, 물을 밀어내는 오일로 처리하지 않으면 갈바닉 부식을 줄일 수 없다. 1905년부터 1945년까지 독일군은 금속, 목재, 가죽 총기 부품의 청소, 윤활 및 보호를 위해 발리스톨을 사용했다.

#### 안전 장치
볼트 후면에 부착된 3단계 깃발형 안전 장치는 소총이 장전된 경우에만 작동 레버를 오른쪽(안전 장치 작동, 볼트 잠금), 중간(안전 장치 작동, 볼트 장전 가능), 왼쪽(발사 준비)으로 움직일 수 있다. 가장 오른쪽 위치에서는 안전 장치가 공이를 막고, 방아쇠를 당겨도 안전 장치 때문에 공이가 풀리지 않는다. 또한, 돌출된 부분이 볼트 핸들이 들리는 것을 방지하여 잠금 러그가 여전히 맞물려 있으므로 볼트가 뒤로 당겨지는 것을 막는다. 안전 장치가 중간 위치에 있을 때는 조준경이 막히고 공이가 여전히 막혀 있어 방아쇠가 작동하지 않는다. 그러나 위에 언급된 돌출된 부분은 없으므로 볼트를 움직여 장전하거나 청소를 위해 볼트를 제거할 수 있다. 가장 왼쪽 위치는 발사 위치이며, 잘린 부분이 공이의 움직임을 허용하고 볼트를 움직일 수 있게 한다. 안전 장치 레버는 상당히 커서 작동하기 쉽지만, 수신기에 낮게 망원 조준경을 장착할 경우 안전 장치 레버의 작동성이 저해될 수 있다는 문제가 있다.

#### 탄약 급탄
M98 시스템의 내부 탄창은 소총이 탄약을 발사하도록 설계된 탄약통에 맞게 가공된 일체형 상자로 구성되어 있으며, 분리 가능한 바닥판이 있어 최대 5발의 소총 탄약을 수납할 수 있다. 독일군 M98 시스템 내부 탄창 상자는 84 mm (3.31 in)의 내부 탄창 길이를 특징으로 하여 82 mm (3.23 in)의 최대 전체 길이 7.92×57mm 마우저 탄약을 치수 문제 없이 보관할 수 있다. 탄약은 탄창 상자에 30도 각도로 엇갈린 열로 저장되어, 끝에서 보면 서로 닿는 세 발의 탄약이 정삼각형의 꼭짓점을 이룬다. 탄창은 탄약을 리시버 상단 개구부에 밀어 넣거나 스트리퍼 클립을 통해 한 발씩 장전할 수 있다. 각 스트리퍼 클립은 5발을 수납하여 탄창을 채울 수 있으며, 리시버 후면 브릿지에 가공된 클립 가이드에 삽입된다. 장전 후, 볼트가 닫히면 빈 클립이 배출된다. 클립이 배출되는 이유는 양쪽에 두 개의 작은 돌출부가 있어 클립 가이드와 접촉하는 유일한 지점이기 때문이다. 이 돌출부는 가이드 상단에 놓여 있는 반면, 클립의 하단 부분은 가이드 자체보다 좁다. 볼트가 앞으로 이동하면 클립 하단을 밀어내어 클립이 완전히 배출될 때까지 돌출부를 중심으로 회전하게 된다. 더 쉽게 장전할 수 있도록 리시버 상단 왼쪽 후면에 초승달 모양의 엄지손가락 구멍이 있다. 탄창은 볼트를 작동시키거나 (안전을 위해 안전 장치는 중간 위치로 설정해야 한다), 기계적 문제가 있는 경우 개머리판과 같은 높이에 있는 탄창 바닥판을 탄약 끝으로 열어 비울 수 있다.
또는 탄약은 단일 발로 약실에 직접 장전할 수 있다. 이는 당시 군용 소총의 표준이었으며, 추출기는 스프링 장착식으로 설계되어 볼트가 닫힐 때 탄약의 림 위로 추출기 발톱이 "팝" 튀어나오도록 되어 있기 때문이다.
게베어 98은 탄창 차단 메커니즘이 없었는데, 이는 작동 시 탄창에 탄약을 예비로 보관하면서 단일 탄약만 공급하고 추출할 수 있게 해준다. M98 시스템 마우저 탄창 급탄 볼트액션 시스템은 일반적으로 탄창 차단기가 없이 제조되었으며, 오스만 마우저 모델 1893 변형은 예외였다.

#### M98 시스템의 현대 민간 파생형
M98 시스템의 독일군 생산은 1945년 제2차 세계 대전이 끝날 때 중단되었지만, 민간 사용자를 위한 새로운 마우저 M 98 및 마우저 M 98 매그넘 소총 생산은 재활용된 군용 시스템과 전 세계 여러 제조업체에서 새로 제작된 시스템을 모두 사용하여 계속되었다. 새로운 시스템은 독일의 마우저 GmbH뿐만 아니라 벨기에의 FN, 체코슬로바키아의 Zbrojovka Brno, 유고슬라비아의 Zastava에서도 제조되었다.
마우저-베르케 GmbH는 1960년대에 M98 시스템의 생산을 중단하고 새로운 구조인 모델 66으로 대체했다. 그러나 여러 차례의 소유권 변경과 이름 변경을 거쳐 재구성된 마우저 야그트바펜 GmbH는 1999년에 원래 도면과 전간기 마우저 사냥 소총 스타일로 M98 소총 생산을 재개했다. 이 소총들은 2009년 기준으로 기본 마우저 M 98 버전이 약 6,800유로에 판매되었지만, (고급) 옵션 추가 시 훨씬 더 비싸질 수 있었다.
몇몇 다른 총기 제조업체와 맞춤형 총기 제작사들도 현재 새로운 M98 시스템 복제품 또는 M98에서 영감을 받은 볼트액션 사냥/스포츠 소총을 생산하고 있다. 제어식 급탄과 같은 M98 시스템의 바람직한 특징들은 이후의 수많은 볼트액션 디자인에 계승되었다. 이러한 디자인은 생산을 단순화하기 위한 기술적 변경과 기술적 및 인체공학적 개선을 특징으로 한다.

### 방아쇠
이 소총은 방아쇠가 시어(sear)에 맞물리기 전에 상당한 여유 거리가 있는 2단계 방아쇠를 가지고 있었다. 이 기능은 긴박한 (전투) 상황에서 조기 발사를 방지하는 데 도움이 된다. 또한 2단계 방아쇠는 훨씬 더 부드러운 방아쇠 당김과 공이 방출을 가능하게 한다.

### 조준기
원래 게베어 98의 조준선은 개방형 포스트식 전방 조준경과 V자형 후방 노치가 있는 곡선형 탄젠트식 후방 조준경인 랑게 비시어(랑게 중령이 설계한 랑게 조준경)를 가지고 있었다. 후방 조준경은 1888년형 M/88 탄약용으로 200 m (220 yd)에서 2,000 m (2,200 yd)까지 100 m (110 yd) 단위로 눈금이 새겨져 있었다. M/88 탄약은 둥근 코 형태의 완전 금속 재킷 탄환으로 장전되었다.
표준 개방형 기계식 조준 요소는 비교적 거칠고 견고한 조준 요소로 구성되어 거친 취급과 저조도 사용에 적합했지만, 작은 점 목표를 조준하는 데는 덜 적합했다. 후방 조준경의 트랙은 조준 시 측면 시야를 방해했다. 조준경은 돌격하는 기병대와 같은 원거리 지역 목표물을 염두에 두고 설계되었으므로, 표준 기계식 조준선은 매우 먼 거리에서도 조준할 수 있도록 보정될 수 있었다. 19세기 말과 20세기 초의 군사 교리는 장교가 사거리를 외치고 병사들이 일제히 사격하는 원거리 지역 목표 사격을 정상적인 것으로 간주했다.
독일 정부의 군용 M/88 탄약 및 해당 탄약을 사용하는 제식 소총의 성능 개선 노력은 1903년 게베어-프뤼풍스코미션(Gewehr-Prüfungskommission)에 의한 재설계된 7.92×57mm 마우저 약실 개발 및 채택으로 이어졌다. 약실 외에도 총열(”S-보어”로 지정)도 재설계되었다. 1903년형 7.92×57mm 마우저 S 파트로네(S 볼 탄약)는 더 가벼운 9.9 그램 (153 gr), 뾰족한 슈피츠게쇼스((뾰족한 탄두)) 탄환 (직경 8.2 mm (0.323 in))과 더 강력한 이중 기반(니트로셀룰로스 및 니트로글리세린) 무연 화약으로 장전되었다. 새로운 뾰족한 탄두의 개선된 탄도 계수 덕분에 1903년형 탄약은 유효 사거리가 향상되고 탄도가 더 평탄하여 M/88 탄약에 비해 사거리 추정의 중요성이 덜했다. S 파트로네의 도입으로 후방 조준경의 눈금도 그에 따라 변경되었고, 400 m (440 yd)에서 2,000 m (2,200 yd)까지 100 m (110 yd) 단위로 조절할 수 있게 되었다.
1903년형 7.92×57mm 마우저 S 파트로네 IS 탄약용으로 수정된 조준선은 최소 영점 거리가 400 m (440 yd)으로 보정되어 있어 근거리에서 개방형 포스트 전방 조준경과 V자형 후방 노치를 사용할 경우 고점 타격이 발생할 수 있지만, 후방 조준경의 트랙으로 형성된 기둥들은 "골포스트" 사이에 더 가까운 목표물을 빠르게 묶을 수 있도록 해주며, 이는 400 m (440 yd) 미만 사거리에서 일반적인 조준 방법을 사용할 때 높은 조준점을 자동으로 보상하는 조준 방법이다.

### 개머리판
게베어 98의 오일 마감 처리된 소총 개머리판은 세미 피스톨 그립을 특징으로 한다. 상단 핸드가드는 모든 소총에 표준으로 장착되었으며, 후방 조준경 받침대 전방부터 하단 총열 밴드 바로 앞까지 연장되었다. 강철 십자 볼트가 장착되어 반동의 힘을 분산시켜 개머리판 침목에 미치는 영향을 줄이고, 개머리판이 갈라질 가능성을 줄였다. 개머리판에는 개머리판 하단에 빠르게 탈착 가능한 슬링 회전 고리가 있었고, 하단 총열 밴드 아래에 상단 회전 고리가 있었으며, 상단 H형 총열 밴드 하단에 퍼레이드 후크가 장착되었다. 전시 이전의 개머리판은 호두나무 목재로 생산되었으며, 목재가 안정화되도록 평균 3년 동안 숙성되었다. 1917년부터 호두나무 부족으로 너도밤나무 목재를 사용해야 했다. 후기 생산된 너도밤나무 개머리판은 원래 호두나무 개머리판보다 내구성이 떨어지고 더 무거웠다.

### 부속품
소총은 가죽 휴대용 슬링과 함께 지급되었다. 제1차 세계 대전 중에는 가죽 부족으로 캔버스 소재의 슬링이 생산되었다.
이 소총은 총류탄을 발사할 수 있었다. 제1차 세계 대전 중 다양한 부착형 총류탄 발사기 모델이 설계되었다.

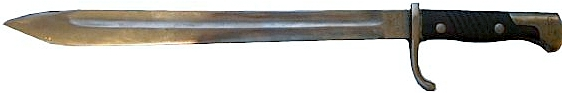
제1차 세계 대전 중 사용된 독일군 Seitengewehr 98/05 총검

게베어 98은 총검과 함께 사용하도록 설계되었다. 이를 위해 소총에는 4.5 cm (1.8 in) 길이의 총검 러그가 있는 H형 상단 총열 밴드가 있었다. 게베어 98 총검 러그의 긴 지지면은 총구 링을 추가할 필요가 없게 했다. 이 해결책의 장점은 총구 링이 총열 진동을 방해하여 소총의 정확도를 현저히 저하시킬 수 있다는 사실에 있다. 소총은 원래 자이드겐베어 98 총검과 함께 지급되었다. 이 에페식 총검은 500 mm (19.7 in) 길이의 퀼백 날을 가지고 있다. 1905년 말까지 이 총검은 더 견고하고 실용적인 370 mm (14.6 in) 날을 가진 자이드겐베어 98/05로 교체되기 시작했다. 이는 독특한 모양 때문에 연합군에 의해 "도축 칼"이라고 불렸으며, 처음에는 포병과 공병을 위한 절단 도구이자 무기로 의도되었다. 제1차 세계 대전 말에는 250 mm (9.8 in) 날의 자이드겐베어 84/98이 경제적 조치로 도입되었고, 더 긴 모델은 좁은 참호에서 비실용적이었기 때문이었다. 이 모델은 바이마르 공화국과 제3제국 동안 표준 지급품이 되었다. 도구로 사용하기 위한 표준 패턴의 톱니 모양, 톱날 등받이 버전은 독일 피오니어(공병)가 휴대했다.

## 변형

### 저격용 모델
1915년 봄, 공장 시험에서 예외적으로 정확한 것으로 판명된 15,000정의 게베어 98 소총에 저격수용 망원 조준경을 장착하기로 결정했지만, 게베어 98은 조준 광학 장치와 함께 사용하도록 설계되지 않았다. 샤프슈첸-게베어 98(저격 소총 98)은 1915년에 공식적으로 채택되었으며, 당시로서는 진보된 4배율 괴르츠(Görtz) 또는 자이스(Zeiss) 망원 조준경을 특징으로 했다. 이 조준경은 소총의 스트리퍼 클립 장전을 허용하기 위해 왼쪽으로 오프셋되어 장착되었으며, 조준경은 1,000m 사거리까지 100m 단위로 탄착 보정 조준 드럼을 가지고 있었다. 볼트 핸들은 원래의 직선형 디자인에서 아래로 꺾여야 했다. 개머리판에는 아래로 꺾인 볼트 핸들 수정에 맞춰 홈이 파여져야 했다.
전시 샤프슈첸-게베어 98 프로그램은 저격수에게 지급되는 장비를 표준화하려 했으나 실패했다. 사용된 망원 조준경은 2.5배, 3배, 4배 모델로, 괴르츠, 제라르, 오이게, 자이스, 헨졸트, 보이그랜더와 같은 제조업체와 보크, 부시, 퓌스 같은 다양한 민간 제조업체에서 제작되었다. 여러 제조업체에서 생산된 다양한 마운팅이 사용되었다. 아래로 꺾인 볼트 핸들이 있어도(현대 사냥총에서 흔히 사용되는 저중심형이 아닌 한), 리시버 바로 위에 낮게 장착된 광학 장치는 볼트 또는 3단계 안전 레버의 방해 없는 작동을 위한 충분한 공간을 남기지 않는다. 이 인체공학적 문제는 망원 조준경을 리시버 위에 상대적으로 높게 장착하여 해결되었다. 제1차 세계 대전이 끝날 때까지 18,421정의 게베어 98 소총이 개조되어 망원 조준경이 장착되었고 독일 저격수에게 지급되었다.

### 카라비너 98a

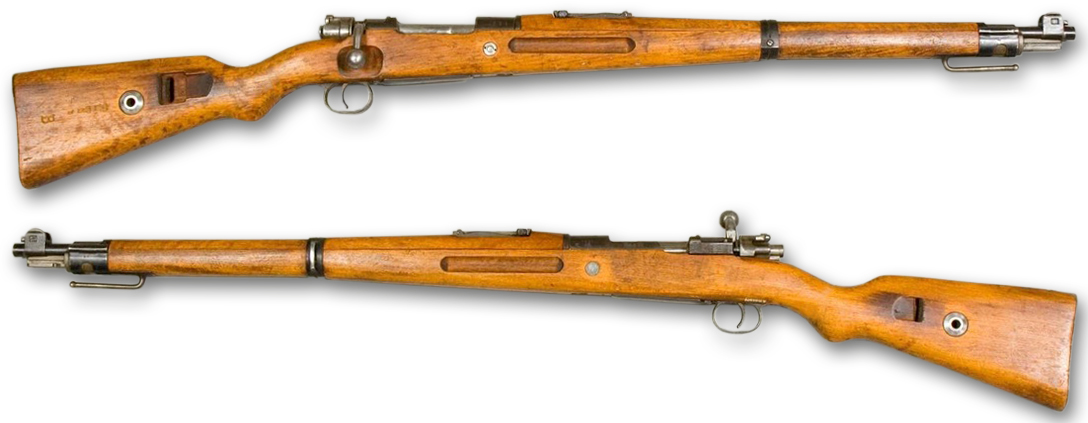
카라비너 98AZ / 카라비너 98a

나중에 나온 Kar98k 또는 이전에 나온 카라비너 98A(대문자 A)와 혼동하지 않아야 한다. 카라비너 98a(Kar 98a)는 원래 기병대 및 지원 부대용으로 만들어진 게베어 98의 짧은 버전이었다. 1902년 2월에 채택된 카라비너 98A는 게베어 98보다 총열이 상당히 짧았고, 비었을 때 3.42 kg (7.5 lb)으로 더 가벼웠다. 1904년 S 파트로네 탄약으로 약실을 개조한 카라비너 98A 기총에 대한 실험에서 과도한 반동과 총구 화염 문제가 발생하여 1905년에 생산이 중단되었다.
게베어-프뤼풍스코미션(GPK)은 이러한 문제를 해결하기 위해 더 긴 총열과 다른 개머리판을 가진 새로운 기총 개발을 시작했다. 1907년 여름 중반까지 더 긴 총열을 가진 프로토타입 기총은 S 파트로네와 함께 더 허용 가능한 반동과 총구 폭발 특성을 보였다.
1908년 1월, 카라비너 모델 1898 AZ (Kar 98AZ)가 군용으로 채택되었다. 새로운 특징으로는 작은 직경(33 mm (1.30 in))의 리시버 링, 계단식 대신 테이퍼진 총열 윤곽, 총구 근처 개머리판에 부착된 L자형 스태킹 로드, 그리고 게베어 98의 저격 변형과 동일한 방식으로 꺾인 볼트 핸들과 개머리판의 홈이 있었다. "AZ"는 "Aufpflanz-und-Zusammensetzvorrichtung"의 약자로, "총검 장착 지점과 스태킹 로드 포함"을 의미한다. 제1차 세계 대전 말까지 약 1,500,000정의 짧은 소총이 생산되었다. 1923년, 독일이 신형 'b'와 'k' 모델과 구별하기 위해 AZ는 'a'로 이름이 변경되었다.
제1차 세계 대전 중 카라비너 98a는 경보병, 기병, 산악 부대, 그리고 나중에는 돌격 부대에 지급되었다. 게베어 98보다 가볍고 짧아서 참호 돌격에 더 적합하여 인기가 있었다.

### 카라비너 98b
카라비너 98b는 기술적으로 다른 "기총" 변형이 아니라, 독일이 베르사유 조약 조항을 준수하기 위해 기총으로 지정된 소총이었다. 카라비너 모델 1898b는 1923년에 도입되었다. 카라비너 98b는 원래의 "랑게" 경사 조준경 대신 탄젠트 후방 조준경, 측면 슬링 부착 바가 있는 더 넓은 하부 밴드, 슬링용 측면 개머리판 부착 지점, 그리고 아래로 꺾인 볼트 핸들을 가지고 있었다. 그 외에는 단지 게베어 98의 변형된 형태였으며, 여기서 Kar98k가 파생되었다.

### 변형 비교
| 특징           | 게베어 98 (1898)                        | 카라비너 98AZ / 카라비너 98a (1908)                                                                                             | 카라비너 98b (1923)                                       | Kar98k (1935)                                             |
| -------------- | --------------------------------------- | --- | --------------------------------------------------------- | --------------------------------------------------------- |
| 전체 길이      | 1,250 mm (49.21 in)                     | 1,090 mm (42.91 in) | 1,250 mm (49.21 in)                                       | 1,110 mm (43.70 in)                                       |
| 총열 길이      | 740 mm (29.13 in)                       | 600 mm (23.62 in) | 740 mm (29.13 in)                                         | 600 mm (23.62 in)                                         |
| 조준 거리      | 650 mm (25.59 in)                       | 500 mm (19.69 in) | 650 mm (25.59 in)                                         | 500 mm (19.69 in)                                         |
| 무게           | 4.09 kg (9.0 lb)                        | 3.7 kg (8.2 lb) | 4.0 kg (8.8 lb)                                           | 3.7–4.1 kg (8.2–9.0 lb)                                   |
| 기타 주요 특징 | 직선형 볼트 핸들, 랑게 경사 후방 조준경 | 아래로 꺾인 볼트 핸들과 개머리판의 홈, 총구 근처의 L자형 스태킹 로드, 작은 링 액션, 탄젠트 후방 조준경, 날개 보호된 전방 포스트 | 아래로 꺾인 볼트 핸들과 개머리판의 홈, 탄젠트 후방 조준경 | 아래로 꺾인 볼트 핸들과 개머리판의 홈, 탄젠트 후방 조준경 |

## 전투 서비스
게베어 98은 주로 제1차 세계 대전에서 사용되었으며, 그 이전에는 의화단 운동과 헤레로 전쟁에서도 사용되었다. 모든 현대 볼트액션 소총과 마찬가지로, 강력하고 정확하며 사거리가 긴 소총이었지만, 참호전의 근접 전투에는 적합하지 않았다. 소총의 상당한 길이와 최소 조준 설정 거리 400미터(참호전의 일반적인 사거리보다 훨씬 길다)는 특히 큰 단점이었다.
이 소총의 후속작인 Kar98k는 제2차 세계 대전 동안 독일 보병의 표준 소총이 될 것이다. 일부 게베어 98도 제2차 세계 대전에서 사용되었지만, 이러한 구형 소총 중 상당수는 98b 또는 98k 사양으로 개조되었다.

## 군사적 정확도 표준
정확도를 측정하기 위해 독일군은 목표물에 여러 발을 발사한 후 통계를 사용하여 명중 확률을 계산했다. 이를 위해 그들은 목표물의 바깥 부분에 맞은 것을 무시하고 원의 안쪽 부분에 맞은 것의 절반(50% 또는 R50)만 계산하는 원을 그렸다. 그런 다음 축소된 탄착군의 수직 및 수평 측정값을 모두 사용하여 정확도를 측정했다. R50 결과가 두 배가 되면 명중 확률은 93.7%로 증가한다.
독일군 최소 정확도 표준을 통과하려면 게베어 98이 다음을 충족해야 했다.
| 사거리         | 수직 사격 정확도 (R50)   | 수평 사격 정확도 (R50)   |
| -------------- | ------------------------ | ------------------------ |
| 100 m (109 yd) | 6 cm (2.4 in)            | 6 cm (2.4 in)            |
| 사거리         | 수직 사격 정확도 (R93.7) | 수평 사격 정확도 (R93.7) |
| 100 m (109 yd) | 12 cm (4.7 in)           | 12 cm (4.7 in)           |

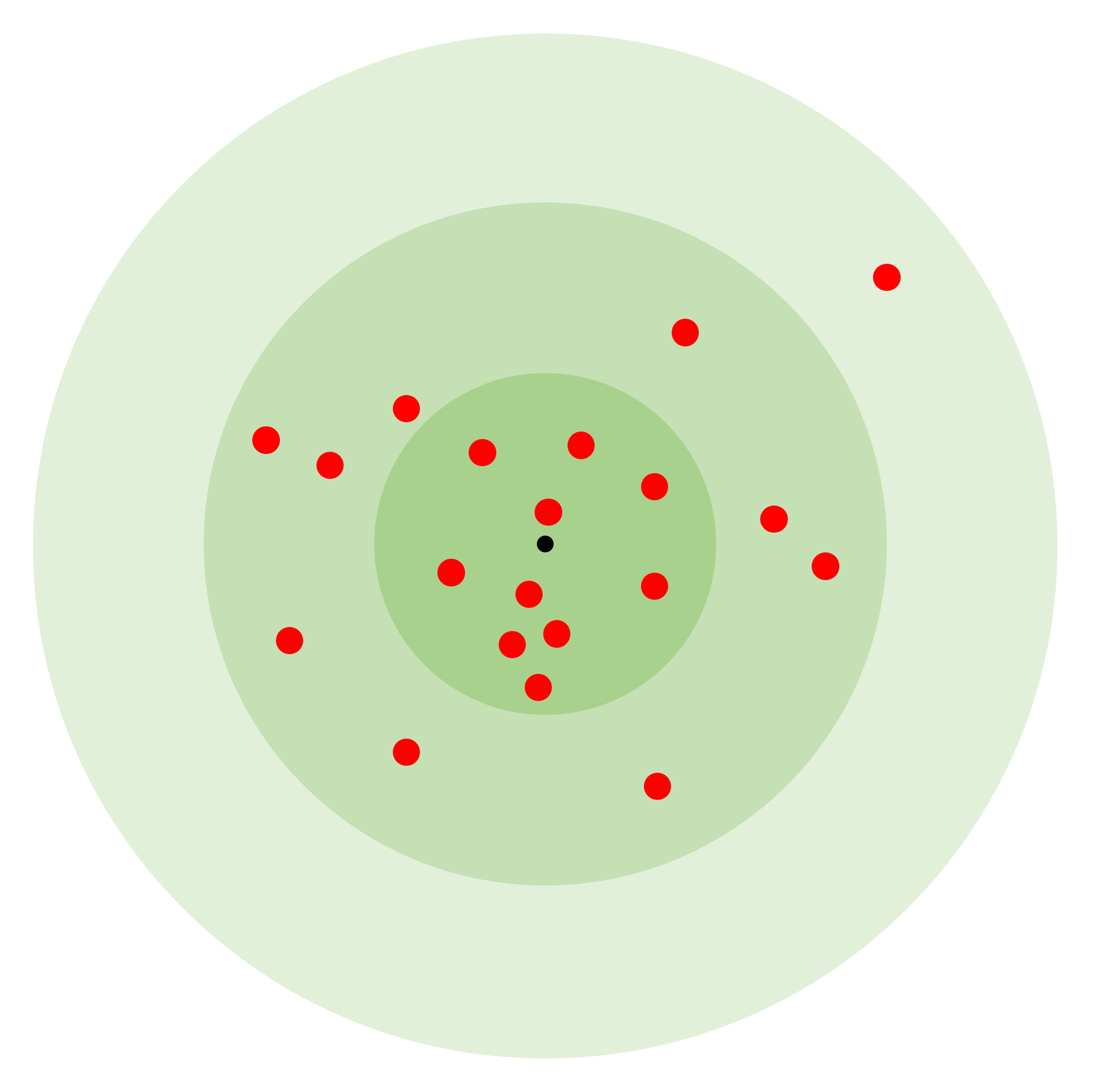
원형 공산 오차 20발 분산 예시

이러한 요구 사항은 제2차 세계 대전 중 독일의 표준 제식 소총이었던 Kar98k에도 적용되었으며, 각 소총은 서비스에 채택되려면 100m 거리에서 5발 중 5발을 12cm 원 안에 명중시켜야 했다.
참고로 100 m (109 yd)에서 1 분각 (MOA) 원의 지름은 2.9 cm (1.1 in)이며, 따라서 100 m (109 yd)에서 6 cm (2.4 in)는 2.06 MOA와 같고, 100 m (109 yd)에서 12 cm (4.7 in)는 4.12 MOA와 같다. 요컨대 최대 분산은 4.1 MOA를 넘지 않아야 했다.
독일군 및 다른 유럽 군대가 사용하는 원형 공산 오차 방식은 정확도를 측정하는 일반적인 미국 방식(100야드에서 발사된 연속 5발 또는 10발의 집단 크기) 또는 영국 방식(100피트에서 발사된 연속 5발 중 4발이 1인치 폭 × 1.5인치 높이 직사각형(4.54 MOA와 동일)에 명중해야 함)과 비교할 수 없다.
제1차 세계 대전 이전 군사 지침서에 따르면, 새로운 게베어 98 소총은 더 가벼운 제1차 세계 대전 154 그레인 S 파트로네 탄약을 발사했을 때 평균적으로 300 m (328 yd)에서 34 cm (13.4 in)(3.9 MOA)의 수직 분산과 28 cm (11.0 in)(3.2 MOA)의 수평 분산을 보였다. 새로운 카라비너 98AZ / 카라비너 98a(작은 리시버 링, 게베어 98의 짧은 버전)는 S 파트로네 탄약을 발사했을 때 평균적으로 300 m (328 yd)에서 43 cm (16.9 in)(4.9 MOA)의 수직 분산과 34 cm (13.4 in)(3.9 MOA)의 수평 분산을 보였다. 개별 총기는 이러한 평균보다 더 좋거나 나쁠 수 있다.
참고로 다양한 미국 제식 소총의 100 yd (91.4 m)에서의 허용 정확도 요구 사항과 영국 리엔필드 No.4 Mk.I 소총의 100 ft (30.5 m)에서의 허용 정확도 요구 사항을 비교한다.
| 소총 (설계 연도)        | 사거리        | 탄착군 지름                                                                                     |
| ----------------------- | ------------- | ----------------------------------------------------------------------------------------------- |
| M1903 스프링필드 (1903) | 100 yd (91 m) | 3 in (7.6 cm) [3 MOA]                                                                           |
| 리엔필드 No.4 (1941)    | 100 ft (30 m) | 다섯 발 중 네 발이 1인치 너비 1.5인치 높이 2.5 cm × 3.8 cm 직사각형 안에 명중 [3.03 x 4.54 MOA] |
| M1 개런드 (1936)        | 100 yd (91 m) | 5 in (12.7 cm) [5 MOA]                                                                          |
| M14 (1959)              | 100 yd (91 m) | 5.5 in (14.0 cm) [5.5 MOA]                                                                      |
| M16 시리즈 (1964)       | 100 yd (91 m) | 4.5 in (11.4 cm) [4.5 MOA]                                                                      |

참고로 100 yd (91 m)에서 1 MOA 원의 지름은 1.047 in (2.7 cm)이며, 100 yd (91 m)에서 3 in (7.6 cm)는 2.9 MOA와 같고, 100 yd (91 m)에서 5 in (12.7 cm)는 4.8 MOA와 같다.
요약하자면, 게베어 98과 제1차 세계 대전 이후에 사용된 대부분의 다른 제식 소총의 정확도 표준은 비슷했다.

## 제1차 세계 대전 이후의 게베어 98

### 스포츠 및 사냥용

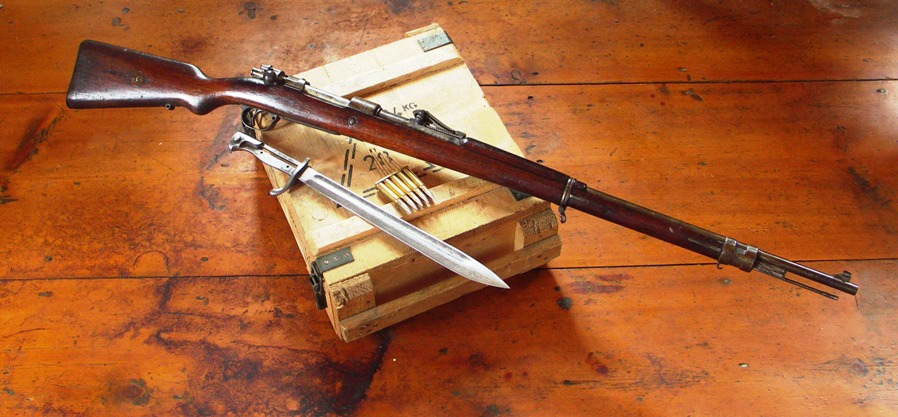
총검과 스트리퍼 클립이 장착된 게베어 98

#### M 98
마우저 M 98은 게베어 98 제식 소총을 사냥 및 기타 스포츠 목적으로 개조한 민간 버전이었다. 후자와 외관상 막연히 유사하지만, M 98은 원래 제식 소총과 달리 다양한 사냥용 탄약통으로 제공되었다. 마우저 M 98 시리즈는 기본 마우저 제식 소총에서 벗어난 다양한 기술적 특징부터 고급 목재 등급, (금) 상감, 조각 및 컬러 케이스 경화와 같은 표면 처리까지, 스포츠용으로 개조된 구형 제식 소총에서도 흔히 볼 수 있는 여러 특징과 공장 옵션을 제공했다. 일부 사용 가능한 옵션은 원래 존 릭비 & 컴퍼니에서 릭비 마우저 사냥총에 대해 개발하고 도입한 것이었다.

#### M 98 매그넘
존 릭비 & 컴퍼니는 1900년대 초 마우저에 M 98 매그넘 액션 개발을 의뢰했다. 이는 일반적으로 빅 파이브 게임 및 기타 위험한 야생 동물을 사냥하는 데 사용되는 대형 탄약통과 함께 작동하도록 설계되었다. 극한의 상황에서 소총의 절대적인 신뢰성이 매우 중요한 이러한 특수 사냥 유형에서 제어식 급탄 M 98 시스템은 여전히 다른 액션 디자인을 평가하는 기준으로 남아 있다. 1911년 존 릭비 & 컴퍼니는 치수 때문에 M 98 매그넘 액션에서만 사용할 수 있는 .416 릭비 탄약을 도입했다.

#### 재실린더화된 소총
제1차 세계 대전 후, 베르사유 조약으로 독일은 군사력 측면에서 극도로 제약을 받았다. 민간인은 표준 군용 무기나 탄약을 사용할 수 없었다. 7.92×57mm 마우저 탄약이 매우 강력하고 사냥에 좋았기 때문에, 사람들은 이를 포기하고 싶지 않아 새로운 장약으로 8×60mm S를 특징으로 하는 민간 시장용 탄약 재설계가 이루어졌다. 8×60mm S 탄약은 표준 군용 M98 탄창에 아무런 수정 없이 장착될 수 있도록 전체 길이가 84.4 mm (3.32 in) 미만으로 유지되었다.
또한 희귀한 8×64mm S 탄약은 8mm S-보어를 사용하는 마우저 게베어 98 및 카라비너 98k 소총에 비교 가능한 재장약 옵션을 제공한다. 더 큰 탄약통 용량 덕분에 8×64mm S 탄약은 8×60mm S보다 더 나은 탄도 성능을 제공한다. 일부 맞춤형 소총은 마우저 98을 사용하여 9×57mm 마우저용으로 재장약되었다.
이러한 소총의 목적이 사냥 및 스포츠였기 때문에 볼트 핸들은 전문적으로 아래로 구부러졌고, 점차적으로 구부러진 볼트 핸들이 표준이 되어 이전의 직선형을 대체했다(물론 항상 그런 것은 아니었다). 표준 군용 조준경은 100m 조준경으로 교체되었으며, 200m용으로 후방 조준경에 플립업이 추가되었다. 군용 개머리판은 총검 러그에 필요한 추가 개머리판 길이가 포함되지 않은 새로운 것으로 교체되었다.
오늘날 이러한 스포츠 소총은 극히 희귀하며, 8×60mm S, 8×64mm S, 9×57mm 마우저 탄약은 거의 사용되지 않는다. 몇몇 주요 탄약 제조업체와 일부 소규모 회사만이 계속해서 이를 생산하고 있다. 개조된 소총에 올바른 탄약을 사용하면 8×60mm S, 8×64mm S 또는 9×57mm 마우저로 개조된 게베어 98은 매우 강력하고 저렴한 장거리 대형 사냥 소총이 될 수 있다.
또한, 제1차 세계 대전 중 연합군이 전리품으로 획득하여 미국으로 가져간 많은 게베어 98 소총은 8mm-06 와일드캣 탄약통으로 개조되었다. 이는 넉넉한 .30-06 스프링필드 탄피 재활용을 위해 원래의 8×57mm IS 탄약을 8×63mm S로 변경하고 8mm(.323 구경) 탄두를 사용한 것이다. 이러한 개조는 주의 깊은 검사 없이는 개조되지 않은 소총과 구별하기 어렵고, 더 짧은 8×57mm 탄약을 발사할 경우 매우 위험할 수 있다. 탄약통이 길어진 약실에 맞게 늘어나 파열될 수 있으며, 이 과정에서 잠재적으로 매우 위험한 고압 추진제 가스가 누출될 수 있다. 그러나 마우저 M 98 작동 방식은 탄피 파열 시 가스가 사수로부터 멀리 떨어지도록 특별히 설계되었다.
21세기에 미국에 본사를 둔 라인랜드 암스(Rhineland Arms)는 M1911 권총 탄창을 사용하여 마우저 액션용 .45 ACP 변환 키트를 생산하기 시작했다.

#### 산탄총 개조
많은 총기가 산탄총으로 개조되었으며, 일반적으로 12게이지 및 16게이지, 일부는 20게이지로 개조되었다. 개조 시에는 두 개의 주요 잠금 러그가 일반적으로 제거되었다. 탄창은 예비로 한 발만 사용할 수 있도록 변경되었다. 많은 전문가들은 이러한 총기, 특히 현대 매그넘 산탄총을 발사하는 것에 대해 반대한다.

### 바이마르 공화국과 나치 독일
독일 제국의 후속 국가인 바이마르 공화국은 제1차 세계 대전 이후 남은 게베어 98 소총 재고를 독일 국가방위군에 맞춰 현대화하는 프로그램을 시행했다. 바이마르 초기 보안군에서 사용이 허용된 소총에는 리시버 링에 "1920"이라는 표시가 각인되었다. 바이마르 시대 게베어 98의 추가 업데이트에는 종종 랑게 비시어 후방 조준경을 표준 Kar98k 스타일 후방 조준경으로 교체하는 것이 포함되었다. 많은 게베어 98이 카라비너 98b 구성으로 개조되었는데, 이는 꺾인 볼트 핸들, 새로운 탄젠트 리프 조준경, 그리고 Kar98k 스타일 측면 장착 슬링 시스템을 수용하기 위해 개머리판 측면에 뚫린 구멍을 포함했다. 그러나 일부 카라비너 98b는 새로운 부품으로도 생산되었다. 이 소총들 중 일부는 제2차 세계 대전에서 사용되었지만, 대부분은 2선 부대에서 사용되었다. 왜냐하면 당시에는 단축되고 개선된 Kar98k가 표준 보급 소총이었기 때문이다. 게베어 98과 카라비너 98b는 때때로 Kar98k 구성으로 재조립되기도 했다. 1924년 게베어 98은 마우저 스탠다르트모델 소총으로 개발되었다.
제2차 세계 대전 동안 독일군은 독일제 유고슬라비아 모델 1898 기총과 소총을 노획하여 게베어 298 (j)과 카라비너 492 (j)로 지정했다. 국민돌격대도 게베어 98과 카라비너 98a를 사용했다. 그들의 다양한 무기 중 게베어 98은 표준 7.92×57mm IS 탄을 사용하고 Kar98k 훈련을 받은 사람이 게베어 98로 쉽게 전환할 수 있었기 때문에 아마도 가장 좋았을 것이다. 두 소총의 작동 방식이 같았기 때문이다.
1945년 이후, 일부 구독일군 카라비너 98b는 프랑스 육군에 편입되었으며, 유일한 개조는 MAS-36 소총의 슬링을 사용한 것이었다.

### 오스만 제국
오스만 제국은 마우저 모델 1903을 구매했다. 마우저 1903은 게베어 98의 개량형이었다. 랑게 비시어 조준경은 탄젠트 리프 조준경으로 교체되었고, 노즈 캡은 단순화되었으며, 소총은 구형 오스만 M1890 총검을 장착할 수 있었다. 이 무기는 탄약이 탄창으로 벗겨질 때 탄약 클립을 막는 볼트 스톱에 굽은 팔을 가지고 있었다. 또한 독일 버전보다 더 큰 리시버와 더 긴 코킹 캠 및 공이를 가지고 있었다. 긴 소총 채택 후, 1905년 이전에 20만 정이 인도되었다. 1904년 해군용 소총 406정이 오스만 해군에, 7,617정이 오스만 마케도니아의 헌병대에 인도되었다. 1910년에는 스피처 탄환 발사용으로 개조되어 때로는 M1910으로 알려진 1,100정이 추가로 주문되었다. 오스만 세관도 일부를 받았다. 모델 1905 기총은 1903년부터 1906년 사이에 생산되었다. 3만 정의 M1908 기총은 1908년과 1909년에 인도되었다.
모델 1903은 이탈리아-튀르키예 전쟁, 발칸 전쟁, 제1차 세계 대전 및 튀르키예 독립 전쟁 동안 전투에 사용되었다. 제1차 세계 대전 이후, 이 무기들 대부분은 7.92×57mm 마우저 탄환을 발사하도록 개조되었다. 많은 긴 소총들은 마우저 모델 1938 짧은 소총으로 재정비되었다. 모델 1903과 1905는 1960년대에도 여전히 사용 중이었으며, 많은 수의 게베어 98 소총도 제1차 세계 대전 중 및 이후에 오스만 제국에 지급되었는데, 여기에는 1916년 오버른도르프 총기 공장 생산량의 대부분이 포함되었다. 이 소총들 중 상당수는 제1차 세계 대전 전, 중, 후에 튀르키예 공화국에 의해 "M38" 표준으로 개조되었다. 오늘날 이 소총들은 다른 터키제 마우저와 함께 북미에서 널리 구할 수 있다. 구 게베어 98을 수많은 다른 일반적인 M38 표준 마우저와 구별하려면 일반적으로 주의 깊은 관찰이 필요하다.

### 체코슬로바키아
체코슬로바키아는 1918년 건국 후 네덜란드로부터 57,000정의 게베어 98 소총을 구입했는데, 이는 네덜란드 영토 내에서 무장 해제된 독일군으로부터 획득한 것이었다. 게베어 98을 검토한 후 체코슬로바키아는 자체적으로 개선된 버전인 푸슈카 vz. 24 (소총 개량 24)를 개발했다. 1924년부터 1942년까지 생산된 이 소총은 제2차 세계 대전 이전부터 1960년대까지 체코슬로바키아군의 표준 무기가 되었다. 또한 상업적으로도 성공을 거두어 루마니아, 중국, 볼리비아, 튀르키예, 일본, 스페인, 이란(현지에서 라이선스 생산), 에콰도르, 브라질, 리투아니아, 유고슬라비아 등에서 사용되었고, 제2차 세계 대전 이후에는 이스라엘, 북베트남 등에서도 사용되었다.

### 스페인 내전
이 소총은 스페인 내전에서 주로 프란시스코 프랑코 장군의 국민파와 독일인 의용군이 사용했다. 이 소총의 대부분은 1960년대 인터암코에 의해 저렴한 스포츠 소총으로 구입되어 미국으로 수출되었다.

### 폴란드
폴란드 제2공화국은 독일 제국으로부터 독립한 후, 옛 그단스크에 있던 국영 병기창을 통제하게 되었다. 도구와 기계 설비는 새로운 폴란드군을 장비하기 위해 바르샤바로 이전되어 국영 병기창을 설립했다. 이 기계 설비는 독일 G98 소총과 Kar98AZ 기총을 생산하도록 설치되었다. G98의 거의 변경되지 않은 버전이 생산되어 폴란드군에 의해 Karabin wz.1898로 약칭되어 G98 또는 W98로 보병용으로 채택되었다. 1921년에는 독일 Kar98AZ의 폴란드어 버전이 기병용으로 생산되어 Karabinek wz. 1898로 약칭되어 K98로 표시되었는데, 강화된 스테이킹 후크가 눈에 띄는 차이점이다. 이 기총에는 강한 총구 폭발과 섬광을 포함한 문제점이 나타났다. 1939년에 K98은 체코 vz. 24의 폴란드어 버전인 K29로 교체되었는데, 이 기총도 만족스럽지 못했다. 이로 인해 K98a의 개발이 이루어졌다.

### 이스라엘

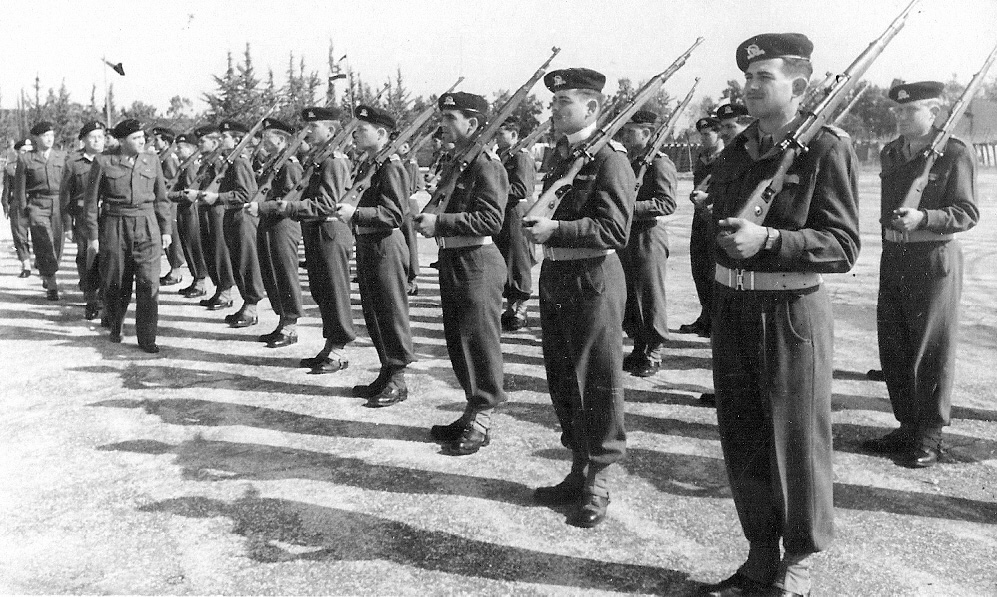
이스라엘 방위군에서 사용 중인 마우저 소총, c. 1954년경

제2차 세계 대전 후 이스라엘 건국 과정에서 하가나는 유럽 각지에서 구할 수 있는 모든 Kar98k 소총을 대량으로 획득했다. 이 소총 중 일부는 게베어 98을 개조한 것으로, 제국 독일 각인을 제외하고는 다른 모든 이스라엘 마우저와 동일하다. 다른 이스라엘 마우저와 마찬가지로, 이 소총의 대부분은 1958년 7.62 × 51 mm NATO가 이스라엘 표준 탄약으로 채택된 후 7.62×51mm NATO용으로 재총신화되었다.

### 베트남
베트콩은 탄창과 탄창 스프링용 쇠톱날을 사용하여 단치히 마우저 1898 (M98)을 즉석에서 개조했다.

## 비독일 게베어 98 파생형
많은 비독일군 제식 소총과 기총이 마우저 M98 볼트액션 시스템에서 파생되었거나 기반을 두었다. 이 중 일부는 마우저 외의 여러 계약자에 의해 독일에서 제작되었다.
- M1902 및 M1936 멕시코 (7×57mm 마우저)
- M1903 터키 (7.65×53mm 마우저)
- M1907 중국 (6.8×57mm)
- M1904 포르투갈 (6.5×58mm 베르구에이로, 7×57mm 마우저 및 7.92×57mm 마우저)
- M1907 및 M1908 브라질 (7×57mm 마우저)
- M1909 아르헨티나 (7.65×53mm 마우저)
- M1910 세르비아 (7×57mm 마우저)
- 슈타이어 모델 1912 마우저 (멕시코, 칠레, 콜롬비아용, 7×57mm 마우저)

제1차 세계 대전 후 독일 제국이 붕괴된 후, 마우저 모델을 사용하던 많은 국가들은 마우저 M98 볼트액션 시스템에서 파생되거나 기반을 둔 자체 소총 디자인을 개발, 조립 또는 수정하기로 결정했다.
- vz. 98/22 종종 게베어 98 부품으로 만들어졌으며, 체코슬로바키아의 Zbrojovka Brno 공장에서 재건되었다.
- M1924형 중정식 소총 중국 (7.92×57mm 마우저)
- vz. 24 체코슬로바키아 (7.92×57mm 마우저, 7×57mm 마우저 및 7.65×53mm 아르헨티나)
- vz. 33 체코슬로바키아 (7.92×57mm 마우저)
- M1924 및 M1930 (벨기에 파브리크 나시오날 제작)
- M1935 벨기에 (7.65×53mm 마우저)
- 카라비네크 wz. 1898 K98 폴란드 (7.92×57mm 마우저)
- 카라비네크 wz. 1929 폴란드 (7.92×57mm 마우저)
- Kb wz. 98a 폴란드 (7.92×57mm 마우저)
- M1943 스페인 짧은형 (M93 스페인 마우저와 혼동하지 말 것) (7.92×57mm 마우저, 스페인 병기창에서 제조). 리시버 상단에 "La Coruña" 또는 스페인 공군 독수리 문양이 각인되어 있다. Kar98k와 거의 동일하다.

윈체스터 모델 54와 나중에 인기 있는 윈체스터 모델 70은 모두 마우저 스타일의 액션을 기반으로 한다.
제2차 세계 대전 이후 마우저 M98 볼트액션 시스템은 유고슬라비아가 자스타바 M48을 설계하고 스페인이 FR8을 설계하는 데 사용되었다.

## 사용국
- 오스트리아-헝가리: 제1차 세계 대전에서 레페티어게베어 M.14 사용
- 아르헨티나: 마우저 1909 변형으로 20만 정 구매.[43]
- 벨기에: 제1차 세계 대전 후[44]
- 중화민국: 제1차 세계 대전 후 대부분 수입됨[45]
- 체코슬로바키아[44]
- [[파일:{{{국기그림-1912}}}|22x20px|border |칠레]] 칠레: 300정의 DWM 마우저 모델 1907 짧은 소총과 슈타이어제 모델 1912를 구매[46]
- 덴마크: 제2차 세계 대전 후 일부 훈련용 소총으로 개조[47]
- 에티오피아 제국: 전간기 동안 획득[48]
- 프랑스: 제1차 세계 대전 후 일부 Kar 98a,[49] 제2차 세계 대전 후 Kar 98b.[38]
- 독일 제국:[50] 표준 제식 소총.
- 바이마르 공화국:[32] 베르사유 조약에 명시된 제한 사항을 준수하여 Kar98a 및 Kar98b 버전 사용.
- 나치 독일:[51] 초기에는 저격수, 그 다음에는 국민돌격대 부대에서 사용.
- 아일랜드: 1921년 7월, 게베어 98과 마우저 C96 권총 한 선적이 찰스 맥기네스에 의해 워터포드에 밀수되었다.[52]
- 멕시코: 1907년부터 1910년까지 슈타이어제 모델 1907을 구매[53]했고 1914년까지 슈타이어제 모델 1912를 구매[46]
- 오스만 제국:[54] 마우저 모델 1903 (또는 오스만 마우저)로 알려진 게베어 98의 개량형 사용, 튀르키예 독립 전쟁 후 대부분 튀르키예 공화국에 의해 M38 표준으로 개조됨.
- 페루: 1910년에서 1914년 사이에 약 5만 정의 모델 1909 소총(게베어 98의 수출 버전) 구매.[55]
- 폴란드: 제1차 세계 대전 후 구독일군 소총. Kar98a와 G98의 복제품이 Karabin wz. 98/W98 (소총 98) 및 Karabinek wz. 98/K98 (기총 98)으로 바르샤바 파인스트보바 파브리카 카라비노프와 라돔 파브리카 브로니에서 생산됨.[56]
- 루마니아: 제1차 세계 대전 후 독일로부터 일부 인판테리게베어 98과 카라비너 98AZ 소총을 배상금으로 획득.[57]
- [[파일:{{{국기그림-1938}}}|22x20px|border |스페인]] 스페인[58][59]
- 러시아 소비에트 연방 사회주의 공화국: 러시아 내전 동안 붉은 군대가 사용[60]
- 유고슬라비아 왕국: 제1차 세계 대전 이후, 대부분 M24B 구성으로 개조됨.[61] 사용 중인 것들은 Puška 7,9 mm M 98 (Gew 98) 및 Karabini 7,9 mm M98 (Kar 98AZ)로 지정됨.[62]
- 베트남

## 같이 보기
- 게베어 1888
- Kar98k
- 마우저 소총
- 제1차 세계 대전 보병 무기 목록

## 참고 문헌
- Ball, Robert W. D. (2011). 《Mauser Military Rifles of the World》. Iola: Gun Digest Books. ISBN 9781440228926.
- Grant, Neil (2015년 3월 20일). 《Mauser Military Rifles》. Weapon 39. Osprey Publishing. ISBN 9781472805942.
- Smith, Joseph E. (1969). 《Small Arms of the World》 11판. Harrisburg, Pennsylvania: The Stackpole Company. ISBN 9780811715669.
- Dr. Dieter Storz "Gewehr & Karabiner 98: Die Schußwaffen 98 des deutschen Reichsheeres von 1898 bis 1918."
- Dr. Dieter Storz "Deutsche Militärgewehre (Band 1): Vom Werdergewehr bis zum Modell 71/84."
- Dr. Dieter Storz "Deutsche Militärgewehre (Band 2): Schußwaffen 88 und 91 sowie Zielß und Fechtgewehre, seitengewehre und Patronentaschen."